# Merycoidodontidae
Merycoidodontidae, también conocidos informalmente como oreodontes o "cerdos rumiantes," son una familia extinta de herbívoros de rostro corto y caninos semejantes a colmillos. 
Como su nombre común indica, algunas de las formas mejor conocidas producto de la evolución convergente, poseían cierto parecido a los cerdos y jabalíes, y se creyó alguna vez equívocamente que este grupo era miembro de Suina, que incluye a los cerdos, pecaríes y a sus ancestros, aunque la investigación más reciente indica que estaban más cercanamente relacionados con los camellos.
El nombre de oreodontes significa dientes de montaña, en referencia a la apariencia de los molares. Muchos oreodontes eran del tamaño de una oveja, aunque algunos géneros eran comparables a una vaca. Sus cuerpos eran de constitución pesada, con cuatro dedos con pezuñas en sus patas. A diferencia de los rumiantes actuales, poseían colas muy largas.
Estos animales lucían como una especie de cruce entre una oveja y un cerdo, pero las características de sus dientes los vinculan estrechamente a los camélidos. Probablemente eran ramoneadores que vivían en áreas boscosas y de praderas, y estuvieron muy extendidos en Norteamérica durante el Oligoceno y el Mioceno. Las formas tardías se diversificaron en un rango mayor de hábitats. Por ejemplo, Promerycochoerus tenía adaptaciones que sugieren un estilo de vida semiacuático, similar al de los actuales hipopótamos.

## Taxonomía

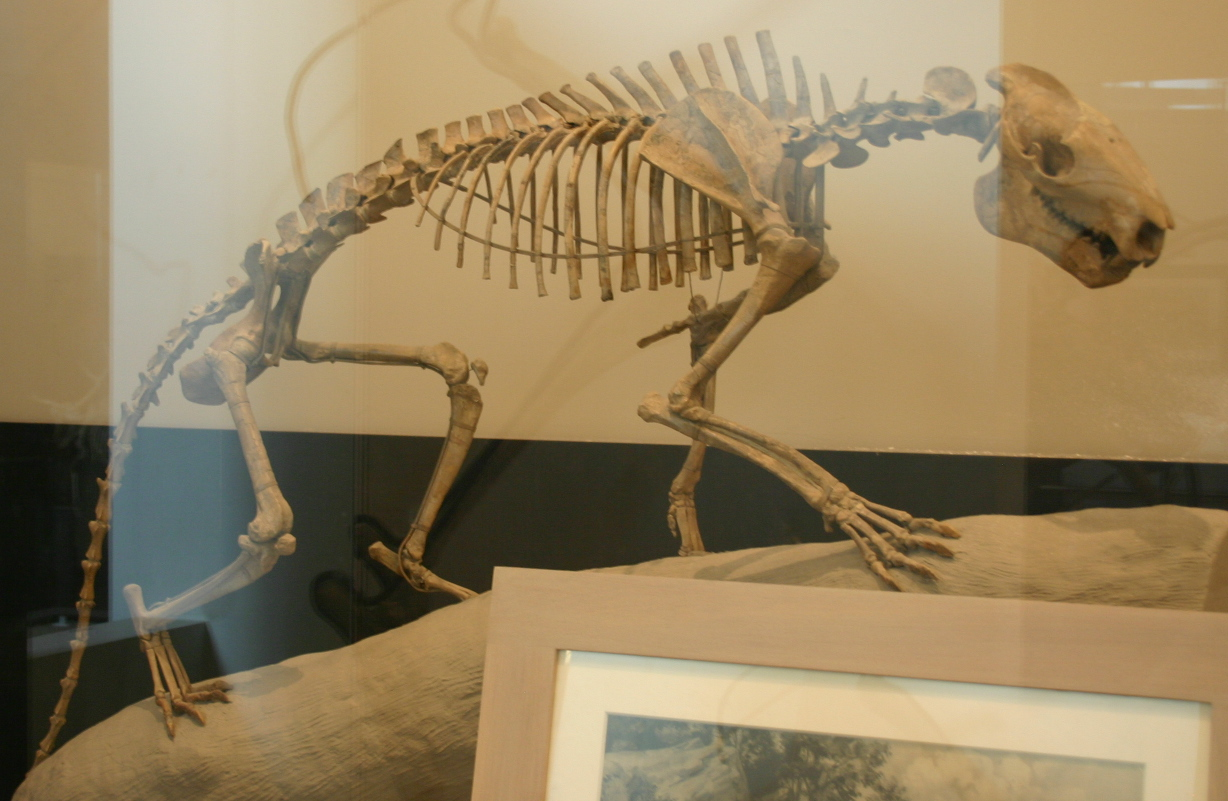
Agriochoerus antiquus

Se conocen dos familias de oreodontes, los Merycoidodontidae (antes conocidos como Oreodontidae) la cual contiene a todas las especies avanzadas, y los Agriochoeridae, oreodontes pequeños y primitivos. Juntos forman el hoy extinto suborden Oreodonta. Los oreodontes han sido clasificados ṕor algunos expertos en el suborden Suina (o Suiformes), que incluye a los cerdos y sus parientes más cercanos. Otros los han situado como parientes de los camellos en el suborden Tylopoda. Otros expertos han incluido a los oreodontes junto con los poco longevos cainoterios en el suborden Ancodonta que incluye a estos dos grupos extintos. En lo que todos los investigadores están de acuerdo es que los oreodontes fueron un grupo primitivo de artiodáctilos. Actualmente, se les considera tilópodos, junto a los camellos y los xifodontes.
Cerca de 50 géneros de oreodontes se han descrito en la literatura paleozoológica. Sin embargo, se considera que el grupo está taxonómicamente sobre-representado, y muchos de estos géneros pueden ser realmente sinónimos. La más reciente revisión de la taxonomía de los oreodontes, hecha por C. Bertrand Schultz y Charles H. Falkenbach, ha sido criticada por establecer un excesivo número de géneros, basados en diferencias anatómicas aparentes entre diferentes especímenes que en realidad eran deformaciones tafonómicas debido a agentes posteriores a la fosilización. Los cráneos sin deformar podrían ser situados en un género, mientras que los cráneos aplastados de lado a lado podrían ser situados en un segundo género y aquellos aplastados del frente a la parte posterior en un tercero. Los investigadores están comenzando a restudiar a los oreodontes y a sinonimizar a muchos géneros, pero solo unos pocos han sido revisados.
El género más conocido de oreodonte es Merycoidodon, antes conocido más popularmente como "Oreodon".

## Historia natural
Este diverso grupo de robustos mamíferos se vivió en zonas de praderas, pastizales y sabanas de Norteamérica y Centroamérica a través de la mayor parte del Cenozoico. Apareciendo hace unos 48 millones de años, durante la cálida época del Eoceno en el Paleógeno, los oreodontes dominaron los paisajes norteamericanos desde 34 hasta 23 millones de años, durante el Oligoceno. Finalmente, desaparecieron misteriosamente hace 4 millones de años durante el inicio del Plioceno durante el Neógeno.
Actualmente, las mandíbulas y dientes fósiles de Merycoidodontidae son comúnmente hallados en los lechos de Oreodon (la Fauna de White River) de las tierras áridas de White River en Dakota del Sur, Nebraska y Wyoming. Muchos huesos de oreodontes han sido reportados en el John Day Fossil Beds National Monument en Oregón. También existen restos en el Agate Fossil Beds National Monument. En la Florida del Oligoceno-Mioceno, los oreodontes son sorprendentemente raros. En vez de la gran variedad encontrada en otros sitios, solo se conocen seis géneros en dicha área, y de ellos solo Mesoreodon es conocido por un esqueleto en buen estado.

## Estilo de vida
Kent Sundell sugiere que al menos algunas especies de oreodontes, debido a sus patas cortas y grandes garras comparadas a animales contemporáneos como los caballos de tres dedos y los rinocerontes corredores, cavaban madrigueras como los actuales perros de la pradera, en vez de huir corriendo de sus enemigos. La evidencia que parece apoyar esta idea se encuentra en el Museo Tate en lo que parece ser una serie de madrigueras colapsadas con varios ejemplares bebés y subadultos de Miniochoerus que quedaron atrapados.
Se cree que la mayoría de los oreodontes vivían en manadas, como sugieren los centenares de individuos de varias mortalidades en masa vistos en las tierras áridas de White River, también conocidas como "lechos de Oreodon", o Chula Vista.

## Diversidad

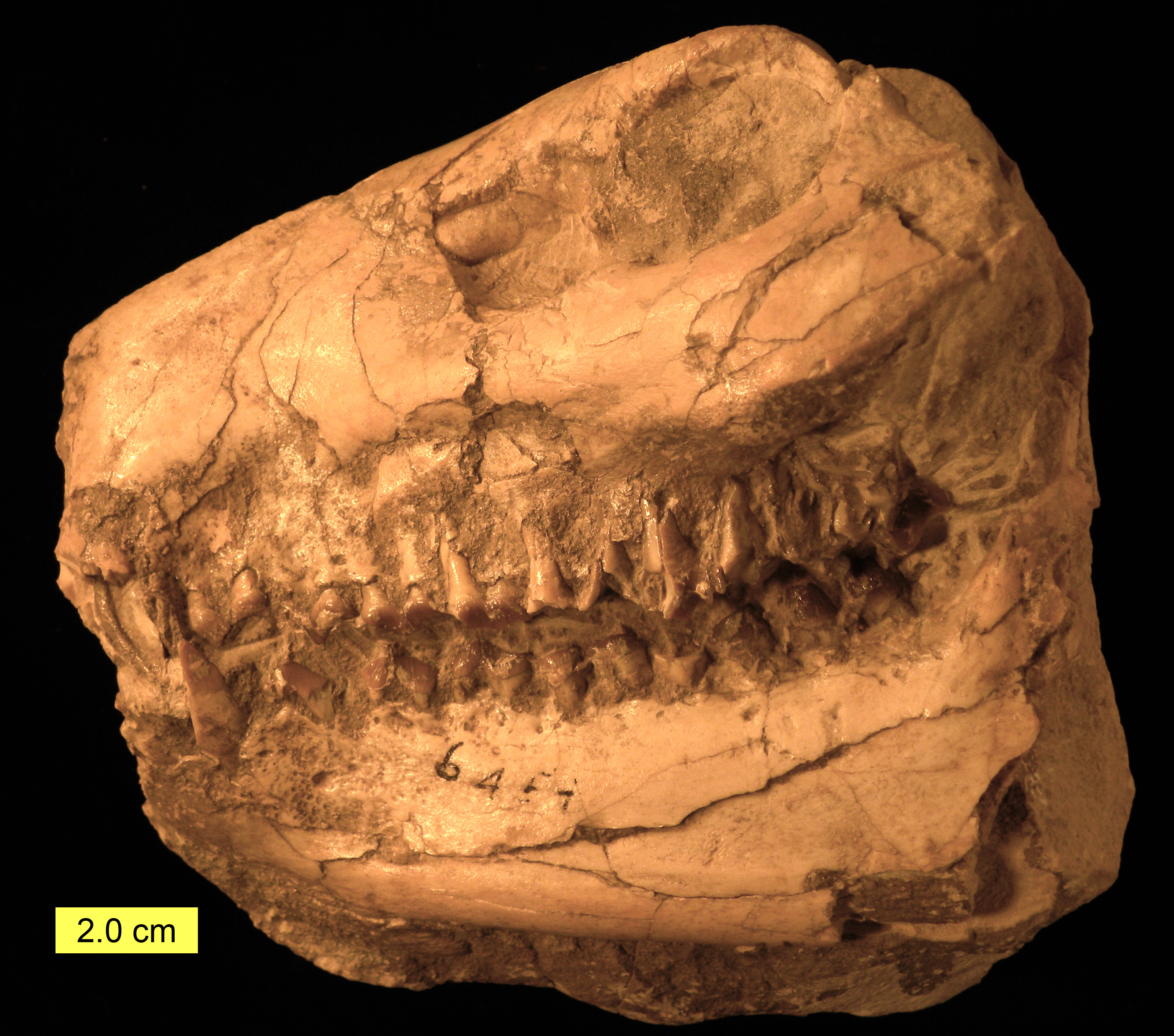
Merycoidodon del Oligoceno de Nebraska.

Los oreodontes experimentaron una gran diversificación durante el Oligoceno y el Mioceno, adaptándose a varios nichos ecológicos, incluyendo:
- Semiacuáticos- como Promerycochoerus, similar a un hipopótamo.
- Ramoneadores con trompa - Brachycrus similar a un tapir.
- Grandes pastadores - Eporeodon, del tamaño de una vaca.
- Pastadores medianos - Merycoidodon, del tamaño de una cabra.
- Herbívoros pequeños del desierto - Sespia, del tamaño de una cabra al de un gato.
- Herbívoros medianos de desierto - Mesoreodon y el ubicuo Leptauchenia.

## Clasificación
La familia Merycoidodontidae se divide en diez subfamilias, con seis géneros no incluidos en ninguna de ellas (incertae sedis) debido a que se consideran oreodontes basales, o su estatus dentro de la familia permanece incierto.
- Familia †Merycoidodontidae
  - subfamilia incertae sedis
    - †Aclistomycter
    - †Merychyus
    - †Pseudogenetochoerus
    - †Pseudoleptauchenia

  - Subfamilia †Oreonetinae
    - †Bathygenys
    - †Megabathygenys
    - †Oreonetes
    - †Parabathygenys (sin. Bathygenys)

  - Subfamilia †Leptaucheniinae[7]
    - Tribu †Leptaucheniini
    - †Limnenetes
      - †Leptauchenia (sin. Brachymeryx, Cyclopidius, Hadroleptauchenia, Pithecistes, Pseudocyclopidius)

    - Tribu †Sespiini
      - †Sespia (sin. Megasespia)

  - Subfamilia †Merycoidodontinae (sin. Oreodontinae)[4]
    - †Merycoidodon (syn. Blickohyus, Genetochoerus, Oreodon, Otionohyus, Paramerycoidodon, Prodesmatochoerus, Promesoreodon, Subdesmatochoerus)
    - †Mesoreodon

  - Subfamilia †Miniochoerinae[4]
    - †Miniochoerus (sin. Paraminiochoerus, Parastenopsochoerus, Platyochoerus, Pseudostenopsochoerus, Stenopsochoerus)

  - Subfamilia †Desmatochoerinae
    - †Desmatochoerus
    - †Eporeodon
    - †Megoreodon

  - Subfamilia †Promerycochoerinae
    - †Promesodreodon
    - †Promerycochoerus
    - †Merycoides

  - Subfamilia †Merychyinae
    - †Oreodontoides
    - †Paroreodon (sin. Epigenetochoerus)
    - †Paramerychyus (sin. Merycoides)
    - †Merychyus

  - Subfamilia †Eporeodontinae
    - †Dayohyus (sin. Eucrotaphus considerado como nomen dubium)
    - †Eporeodon

  - Subfamilia †Phenacocoelinae
    - †Phenacocoelus
    - †Hypsiops
    - †Submerycochoerus (sin. Hypsiops)
    - †Pseudomesoreodon (sin. Hypsiops)

  - Subfamilia †Ticholeptinae
    - †Mediochoerus
    - †Ticholeptus (sin. Poatrephes)
    - †Ustatochoerus (sin. Merychyus)

  - Subfamilia †Merycochoerinae
    - †Merycochoerus (sin. Superdesmatochoerus)
    - †Brachycrus (sin. Pronomotherium)